# KICKBOXING ZONE
KICKBOXING ZONE（キックボクシング・ゾーン）は、日本のキックボクシング団体。2014年6月に小林聡によって設立を発表。KICKBOXING ZONE実行委員会が主催し、プロデュースおよびゼネラルマネージャーを小林が務め、グッドルーザーが運営を担当。同年11月9日に後楽園ホールで旗揚げ。肘打ち、膝蹴り、首相撲を有効としたルールを採用し、ラウェイの試合も行っていた。2016年5月に開催した「ZONE4」では、全日本キックボクシング連盟の王座を復活させた。2017年5月に開催した「ZONE 6」をもって活動停止し、同年8月より小林は立ち技格闘技イベント「野良犬祭」を開始した。

## 大会一覧
| 大会名                       | 開催地                     | 開催日        |
| ---------------------------- | -------------------------- | ------------- |
| ZONE 6                       | 東京タワーメディアセンター | 2017年5月21日 |
| ZONE Extra.1                 | 大井競馬場L-Wing           | 2016年11月5日 |
| ZONE5                        | 沖縄カデナアリーナ         | 2016年9月11日 |
| ZONE4                        | 横浜文化体育館             | 2016年5月1日  |
| ZONE3                        | 沖縄カデナアリーナ         | 2015年9月13日 |
| ZONE×REAL 第二章 第1部 ZONE2 | 横浜文化体育館             | 2015年5月2日  |
| ZONE1                        | 後楽園ホール               | 2014年11月9日 |

## 階級
| 階級名称             | 体重 （キログラム/kg） | 体重 （ポンド/lbs） |
| -------------------- | ---------------------- | ------------------- |
| ヘビー級             | 72.575kg以上           | 160lbs以上          |
| ミドル級             | 72.575kg               | 160lbs              |
| スーパーウェルター級 | 69.853kg               | 154lbs              |
| ウェルター級         | 66.678kg               | 147lbs              |
| ライト級             | 61.235kg               | 135lbs              |
| スーパーフェザー級   | 58.967kg               | 130lbs              |
| フェザー級           | 57.153kg               | 126lbs              |
| バンタム級           | 53.524kg               | 118lbs              |